# Trienio Liberal
Als Trienio Liberal (liberales Triennium) oder Trienio Constitucional (verfassungsmäßiges Triennium) werden in Spanien die liberal regierten Jahre von 1820 bis 1823 bezeichnet.  Es handelte sich dabei um eine Konstitutionelle Monarchie, im Gegensatz zur Absolutistischen Monarchie in den vorherigen und darauf folgenden Jahren. Die Bezeichnung ergibt sich daraus, dass während dieser Zeit der Herrschaft Ferdinands VII. Freiheiten auf der Grundlage der Verfassung von Cádiz die spanische Politik bestimmten.

## Vorgeschichte

### Verfassung von Cádiz

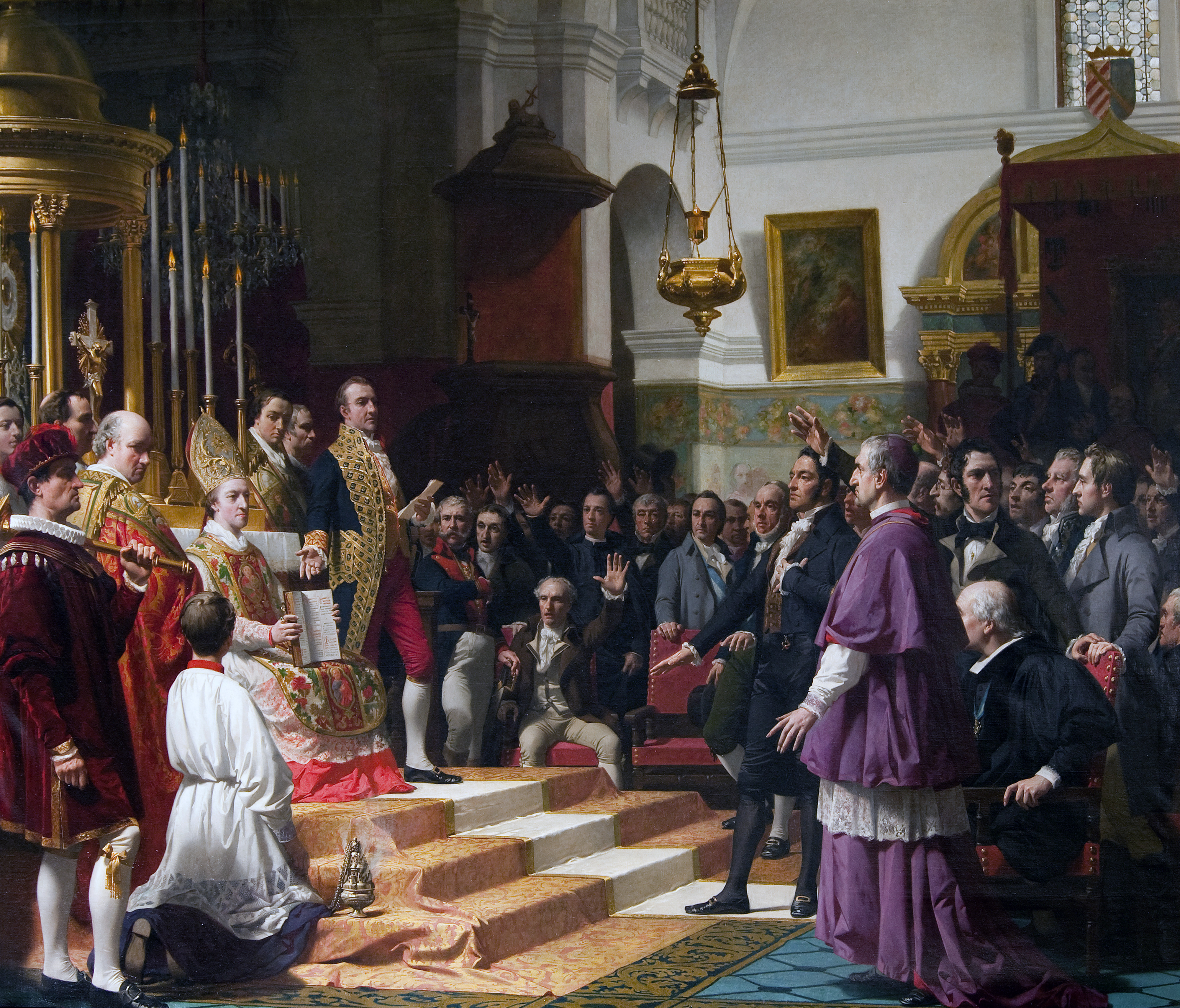
Vereidigung der Abgeordneten der Cortes, Cadiz 1810

Nachdem Ferdinand VII. im Mai 1808 unter dem Druck Napoleons zurückgetreten war und auf dem Schloss Valençay in Frankreich gelebt hatte, trat in Aranjuez die Junta Suprema Central zusammen, die ihre Aufgabe darin sah, die Macht im Staat während der Abwesenheit des Königs zu übernehmen. Diese Versammlung erkannte die Herrschaft König Josephs nicht an und handelte im Namen, aber ohne Auftrag König Ferdinands. Diese Junta berief mit Datum vom 1. Januar 1810 eine Verfassunggebende Versammlung ein. Dieses als Cortes generales y extraordinarias bezeichnete Parlament trat in Cádiz zusammen und schuf zwischen September 1810 und März 1812 eine Verfassung, die am 19. März 1812 verkündet wurde. Die Junta Suprema Central und der später an ihre Stelle getretene Consejo de Regencia und die Cortes von Cádiz schufen nicht nur die Verfassung, sondern auch eine große Zahl von Dekreten, Gesetzen und Erlassen, die in den Gebieten, auf die sich die Herrschaft Josephs praktisch nicht erstreckte, auch angewendet wurden. Die bemerkenswertesten Neuerungen waren sicher, dass in der Verfassung von der Souveränität des Volkes ausgegangen wurde, dass liberale Wirtschaftsgesetze erlassen wurden und der Zunftzwang und eine große Zahl von Zöllen wegfielen. Der katholische Glaube war immer noch Staatsreligion und die Praktizierung jeder anderen Religion war verboten, aber die Inquisition wurde abgeschafft. Klöster unter einer bestimmten Größe sollten aufgelöst werden und die Feudalgerichtsbarkeit wurde abgeschafft. Diese neu geschaffene Rechtslage brachte den Cortes viele Gegner im Volk wie auch in der höchsten Kirchenebene ein. Das Volk war damals der Überzeugung, dass die Inquisition ein unverzichtbarer Bestand des katholischen Glaubens sei, die Kirchenhierarchie fürchtete um ihre Macht.

### Sexenio Absolutista

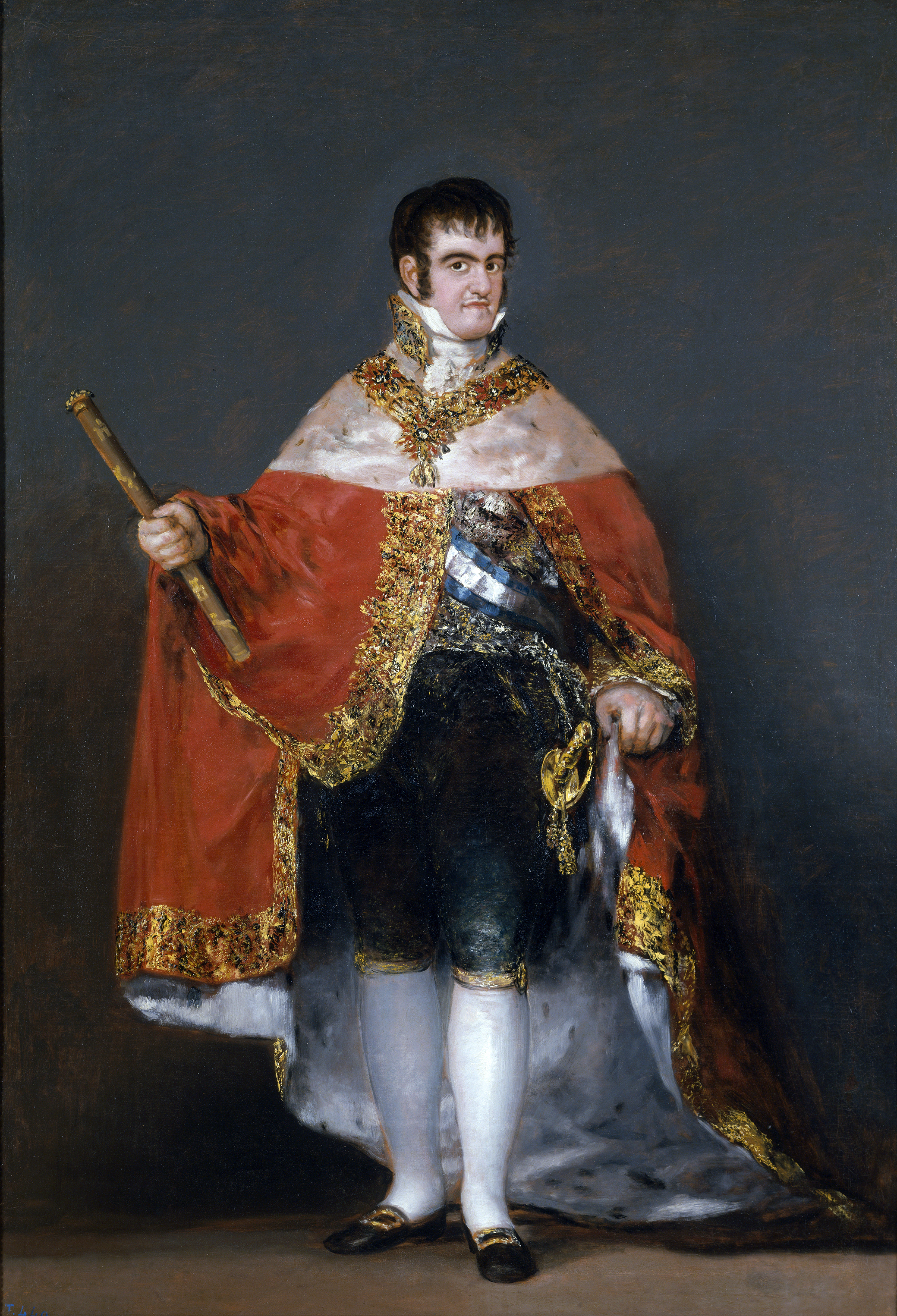
Ferdinand VII.

(Die absolutistischen sechs Jahre zwischen 1814 und 1820)
Alle Regelungen, welche die Cortes von Cádiz und die Junta Suprema Central in seinem Namen erlassen hatte, wurden von Ferdinand VII. bei seiner Rückkehr aus Frankreich durch das Manifest von Valencia für von vornherein ungültig erklärt. Ferdinand VII. löste die Cortes auf, berief keine neuen Cortes ein und regierte absolutistisch. Viele liberale Politiker flüchteten vor der Reaktion ins Ausland.
Die spanische Wirtschaft war durch die Kriege auf einem Tiefpunkt angelangt. Während der Zeit der Abwesenheit des Königs hatten verschiedene Kolonien ihre Verbindungen zu Spanien gelockert und sich für unabhängig erklärt. Das führte zu einem Ausfall nahezu der gesamten Einnahmen aus den Kolonien, die früher in den Staatshaushalt geflossen waren. Während des Sexenio Absolutista betrieb Ferdinand eine Wirtschaftspolitik, die keine der nötigen Reformen wirklich konsequent anfasste. Der Finanzminister Martín de Garay legte 1817 den Plan für eine Steuerreform und für die Reform der Staatsschulden vor. Der Minister wurde 1818 abgelöst. Während dieser Zeit wurden verschieden liberale Pronunciamientos versucht, die jedoch alle scheiterten.

### Das Pronunciamiento von Cabezas de San Juan

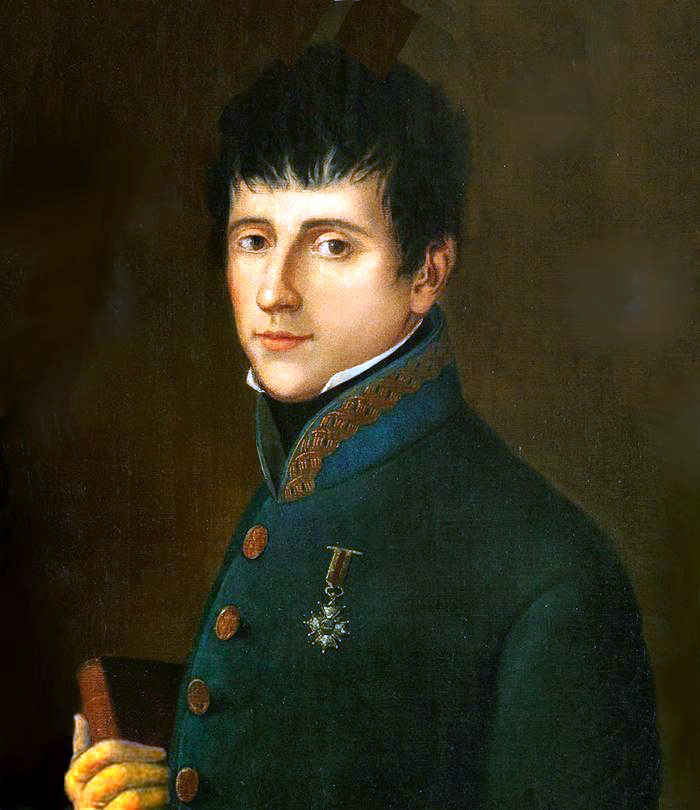
Rafael del Riego

Am 1. Januar 1820 erhob sich in dem Ort Cabezas de San Juan in der Provinz Sevilla ein Bataillon des Expeditionscorps gegen die absolutistische Herrschaft Ferdinands VII. Die Truppen sollten in die amerikanischen Kolonien aufbrechen, um dort die Aufstände niederzuschlagen. Der Kommandant des Bataillons, der Oberstleutnant Rafael del Riego, rief dazu auf die Verfassung von Cádiz wieder in Kraft zu setzen. Andere Militärs schlossen sich dem Aufruf und den Meutereien an. Die Soldaten marschierten nach Arcos de la Frontera und nahmen dort den Generalkapitän von Andalusien und Oberkommandierenden des spanischen Expeditionscorps Félix María Calleja del Rey, Graf de Calderon fest. Anschließend versorgten sie sich im Arsenal in Cádiz und zogen nach Algeciras, Málaga, Córdoba und Antequera. In diesen Städten wurde das Ende des Absolutismus und die Rückkehr zu den Grundlagen der Verfassung von Cádiz verkündet. Gleichzeitig gab es eine revolutionäre Bewegung in Galicien, die sich auf das übrige Spanien ausbreitete.
Am 6. März erließ Ferdinand ein Dekret die Cortes einzuberufen. Die Einberufung sollte nach altem Recht als Ständeversammlung stattfinden, also nach dem Verfahren das vor 1810 angewendet wurde um die Cortes einzuberufen.

## Schwur auf die Verfassung

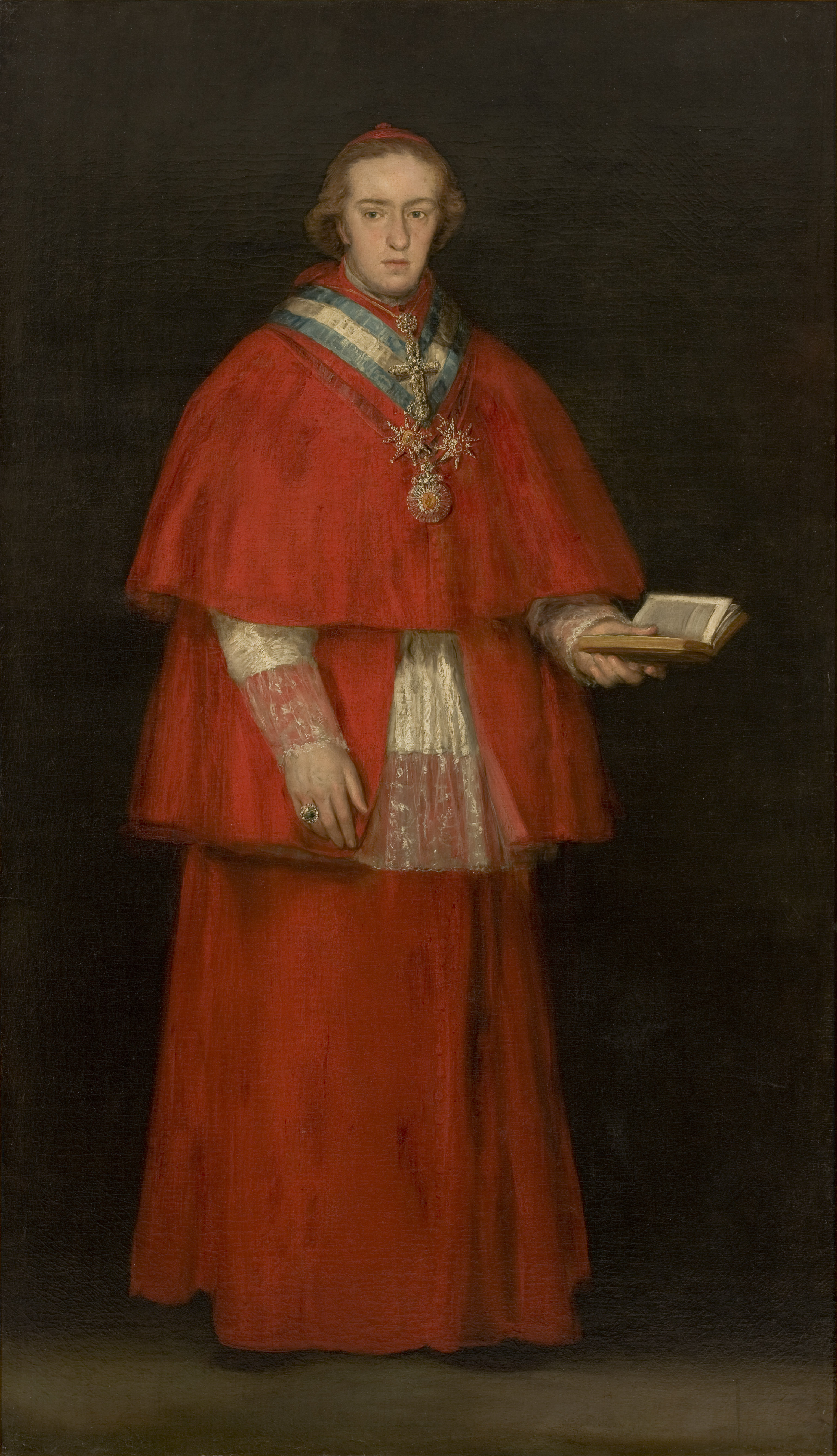
Kardinal Luis María de Borbón y Vallabriga, Vorsitzender der Junta Provisional Gubernativa

Am 7. März 1820 bildete sich vor dem Königlichen Palast in Madrid ein großer Menschenauflauf. General Francisco Ballesteros, der für die Sicherheit verantwortlich war, weigerte sich, gegen die Menschenmenge mit Waffengewalt vorzugehen. Daraufhin sah sich der König genötigt, durch ein neues Dekret seinen Ministern anzukündigen, dass er gedenke, auf die Verfassung von Cádiz zu schwören und dass die neuen Cortes entsprechend den Wahlbestimmungen dieser Verfassung einzuberufen seien.
An die Generalkapitäne der Provinzen erging am 8. März 1820 der Befehl des Königs, unverzüglich alle politischen Gefangenen freizulassen. Ein Gesetz, das eine allgemeine Amnestie verkündete, wurde am 23. April erlassen. Das ermöglichte vielen Politikern, aus dem Exil zurückzukehren.
Am 9. März 1820 berief der König in Madrid eine Junta Provisional Gubernativa, die in einer Übergangszeit die Aufgaben und Rechte der Cortes wahrnehmen sollte.
Ein Dekret vom 9. März 1820 schaffte die Inquisition ab. Das Dekret bezieht sich ausdrücklich auf ein Gesetz, das die Cortes von Cádiz am 22. Februar 1813 erlassen hatten. Die Personen, die aus religiösen Gründen in Gefangenschaft waren, sollten den örtlichen Bischöfen überstellt werden, um sie entsprechend den Vorschriften der Gesetze der Cortes zu behandeln.
Die bedeutendste Wendung in der Politik des Königs stellt der Aufruf dar, den er am 10. März an die spanische Nation richtete. Darin äußerte er die Einsicht, dass neue Ideen Eingang in die politischen Institutionen finden müssten und eine Harmonie zwischen den Menschen und den Gesetzen Stabilität und sozialen Frieden schaffen könnten. Er rief die Nation auf, aufrichtig den Weg der Verfassung zu beschreiten, wobei er als der Erste vorangehen wolle.

## Regierung der Moderados

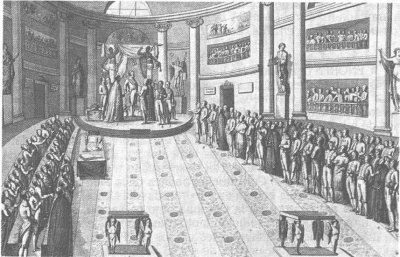
Cortes während des Trienio Liberal

Am 18. März 1820 ernannte Ferdinand VII. auf Drängen der Junta Provisional Gubernativa ein neues Kabinett. Von den sieben Ministern waren nur zwei, der Marineminister und der Kriegsminister, nicht Mitglieder der Cortes von Cádiz gewesen. Die fehlende Zusammenarbeit zwischen dem König und dem Kabinett war eine der großen Schwierigkeiten, welche die Regierungs- und Verwaltungstätigkeit des Landes lähmten.
Im Dekret vom 22. März 1820 berief der König dann die Cortes für die Jahre 1820 und 1821 ein. An der Eröffnungssitzung der Cortes vom 9. Juli 1820 ergab sich eine eindeutige Mehrheit von Abgeordneten, die dem gemäßigten Flügel der Liberalen (Moderados) zuzurechnen waren. Bei den liberalen Politikern gab es zwei Strömungen. Von Parteien konnte man zu jener Zeit eigentlich noch nicht sprechen, da noch kein organisatorischer Zusammenhang bestand. Die Doceañistas (von doce zwölf, 1812, dem Jahr der Verabschiedung der Verfassung von Cádiz) waren meist Teilnehmer der Cortes von Cádiz. Die Politiker dieses politischen Flügels sahen durch die Inkraftsetzung der Verfassung ihre Ziele im Wesentlichen als erreicht an. Wichtige Repräsentanten dieser Gruppe, die auch als Moderados bezeichnet wurden, waren Agustín Argüelles und Francisco Martínez de la Rosa. Sie waren grundsätzlich zu Kompromissen und zur Zusammenarbeit mit der Krone bereit, um einen weiteren Reformprozess in Gang zu setzen. Für die Politiker des anderen Flügels, die Veinteañistas (von veinte zwanzig, 1820) war das Ziel der politischen Veränderungen durch die Inkraftsetzung der Verfassung noch nicht erreicht. Ihre Forderungen nach weitergehenden Veränderungen wurden von den Moderados als übertrieben bezeichnet. Daher kommt die Bezeichnung Exaltados. Die Gruppe, die sich auch weiterhin für Fortschritte bei der Reform der Gesellschaft einsetzte, wurde später unter dem Namen Progresistas bekannt.
Die 1820 gewählten Cortes gingen daran, die angefangenen Reformen der Cortes von Cádiz fortzuführen, konnten aber keineswegs unmittelbar daran anknüpfen. Die Gesetze, die in der Zeit von 1810 bis 1814 erarbeitet worden waren, mussten an die inzwischen veränderten Bedingungen angepasst werden. Das betraf Gesetze über die Abschaffung von Eigentumsbindungen wie z. B. der Majorate, das Verbot von Grundstückserwerb durch die Kirche, die Ausweisung der Jesuiten und die Reform der christlichen Orden. Die Verfassung gestand dem König ein Vetorecht zu. Er konnte die Unterschrift unter ein Gesetz zweimal ablehnen und es an die Cortes zurückverweisen. Erst bei der dritten Vorlage war der König gezwungen, das Gesetz zu verkünden. Der König machte von diesem Recht durchaus Gebrauch, z. B. bei einem Gesetz, das die Desamortisation einer großen Zahl von Klöstern vorsah. Das führte zu weiteren Zusammenstößen mit dem Kabinett. Nach der Eröffnung der zweiten Sitzungsperiode der Cortes am 1. März 1821 entließ der König die Minister. Das neue Kabinett bestand aber wieder eindeutig aus liberalen Politikern des moderaten Flügels. Der Haushalt, den dieses Kabinett vorlegte, wies ein Defizit von 550 Millionen Reales auf, das durch eine Kreditaufnahme im Ausland und durch eine nationale Anleihe gedeckt werden sollte. Die Cortes führten zwei wichtige Verwaltungsreformen durch, die beide einer Stärkung der zentralistischen Verwaltung dienten. Einerseits wurde das Land in 49 Provinzen mit entsprechenden Steuerbehörden aufgeteilt, um eine einfachere und sicherere Steuererhebung zu ermöglichen. Andererseits wurde das Bildungssystem durch das Gesetz zur Öffentlichen Bildung in eine Grund-, Mittlere und Höhere Bildung unterteilt. Die Anzahl der Universitäten wurde auf zehn festgelegt und die Autonomie der Universitäten durch die Einführung eines landesweiten Studienplans eingeschränkt.

## Regierung der Exaltados
Ab Oktober 1821 kam es im ganzen Land immer wieder zu Aufständen und Unruhen. Der Grund dafür war einerseits die wirtschaftliche Situation, die sich in den letzten zwei Jahren nicht gebessert hatte, andererseits aber auch die Unzufriedenheit einiger politischer Gruppen denen die gesellschaftlichen Veränderungen nicht schnell genug und nicht weit genug gingen. Die Wahlen im Jahr 1822 führten zu einer Mehrheit der Exaltados in den Cortes. Rafael del Riego, der in einem Wahlkreis in Asturien einen Parlamentssitz erhalten hatte, wurde zum Vorsitzen der Cortes gewählt. Die Arbeit des Parlamentes kam durch die Flügelkämpfe bei den Liberalen nahezu zum Erliegen. Im August ernannte der König Evaristo de San Miguel, einen Politiker der Exaltados zum Ministerpräsidenten.
Auch am Ende des Jahres 1822 kam es wieder zu Unruhen. Diese wurden einerseits von Gruppen initiiert, die den Exaltados nahestanden und eine striktere Durchsetzung progressiver Politik verlangten. Andererseits gingen die Unruhen von absoluten Monarchisten aus, die sich immer mehr zu organisieren begannen. Die größte innenpolitische Herausforderung für die Regierung in Madrid war die Regencia de Urgel, eine Gegenregierung die besonders in Katalonien, Aragonien und im Norden der Insel eine große Zahl an Anhängern fand. Durch einen Einsatz von Truppen unter General Francisco Espoz y Mina konnten die Unruhen vorerst gestoppt werden. Die Mitglieder der Regencia de Urgel flohen nach Frankreich.

## Französische Invasion

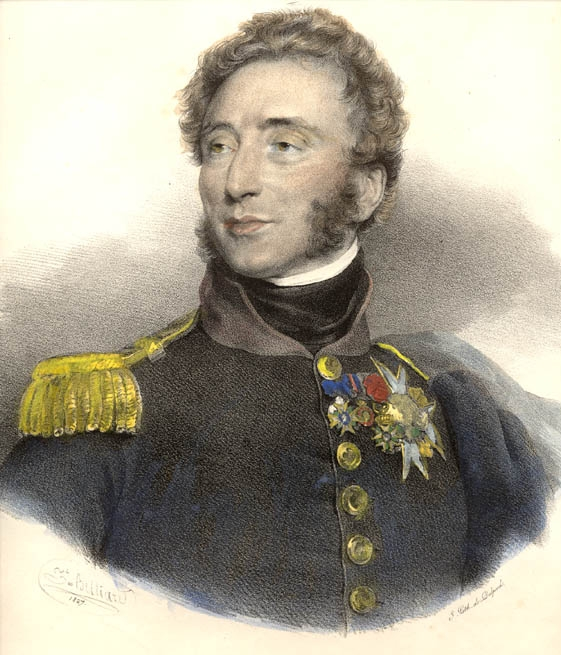
Luis Antoine de Bourbon, Herzog von Angoulême

Siehe dazu Französische Invasion in Spanien
Eine weit größere Gefahr als von inneren Unruhen ging von der Heiligen Allianz aus, die auf ihrem Veroneser Kongress am 22. November 1822 mit der Zustimmung der Vertreter Österreichs, Frankreichs, Preußens und Russlands, aber ohne die Stimme Englands die französische Regierung beauftragte in Spanien wieder den Stand der Dinge herzustellen, wie er vor der Revolution von Cádiz bestand.  Die französische Regierung stellte eine Armee zusammen, die unter dem Oberbefehl des Herzogs von Angoulême, dem Neffen des Königs Ludwig XVIII. stand. Die Armee wurde unter dem Namen Los cien mil hijos de San Luis  (die Hunderttausend Söhne des Heiligen Ludwig) bekannt. In dieser Armee kämpfte auch eine große Zahl der nach Frankreich geflohenen spanischen Anhänger der absoluten Monarchie. Am 2. April 1823 rief der Herzog von Angoulême die Spanier auf, der französischen Armee keinen Widerstand entgegenzusetzen und vereint mit ihr den König zu befreien und Altar und Thron wiederherzustellen. Drei der vier Armeekorps, ca. 79 000 Soldaten, überschritten die spanische Grenze im Westen in der Nähe von San Sebastián. Ein viertes Armeekorps, das aus ca. 21 000 Soldaten bestand, stieß im Osten über Figueras auf Barcelona zu. Der Hauptteil der Invasionsarmee konnte, ohne auf bedeutenden Widerstand zu treffen, Madrid einnehmen. Der Herzog von Angoulême setzte in Madrid einen Regentschaftsrat unter dem Herzog del Infantado ein. Dieser Regentschaftsrat nahm in Madrid die Rechte des Königs Ferdinand VII. bis zum 1. Oktober 1823 wahr.

## Ende des Trienio Liberal
Angesichts der bedrohlichen Situation beschlossen die Cortes am 22. März 1823 ihren Sitz und den der Regierung und des Königs von Madrid nach Sevilla zu verlegen. In der ersten Sitzung in Sevilla am 11. Juni 1823 erließen die Cortes ein Dekret, in welchem sie einen Regentschaftsrat nach Art. 187 der Verfassung von Cádiz einsetzten, da ihrer Ansicht nach der König geistig nicht in der Lage war seine Aufgaben wahrzunehmen. Vorsitzender des dreiköpfigen Rates war Cayetano Valdés, ehemaliger Generalkapitän von Cádiz, dem Gaspar de Vigodet und Gabriel Ciscar y Ciscar zur Seite standen. Mitte Juni verlegten die Cortes ihren Sitz und den der Regierung und des Königs nach Cádiz. Die letzte Sitzung der Cortes fand am 19. September 1823 statt.
Nachdem der militärische Druck der französischen Armee für die Spanier in Cádiz untragbar wurde, übergab Valdés in den letzten Tagen des September den König dem Herzog von Angoulême.
In dem Manifest vom 1. Oktober 1823, das noch in Santa Maria unterschrieben wurde, erklärte König Ferdinand VII., dass er seit dem 7. März 1820 nicht frei in seinen Handlungen gewesen sei und daher alle Handlungen der Regierungen von diesem Datum bis zum 1. Oktober 1823 als von vornherein ungültig anzusehen sind. Nach seiner Rückkehr nach Madrid regierte der König wieder absolutistisch. Die nun auf das „liberale Triennium“ folgenden zehn Jahre werden in Spanien als „Unheilvolles Jahrzehnt“ (Década Ominosa) bezeichnet, welches bis zum Tod Ferdinands VII. datiert wird.
General Rafael del Riego, der am 15. September 1823 in Arquillos in der Provinz Jaén von den französischen Truppen gefangen genommen worden war, wurde der neuen spanischen Regierung übergeben und am 7. November 1823 in Madrid hingerichtet.
Die französischen Truppen blieben noch bis 1828 in Spanien.